# اچ‌ام‌سی‌اس باددک (کی۱۴۷)
اچ‌ام‌سی‌اس باددک (کی۱۴۷) (به انگلیسی: HMCS Baddeck (K147)) یک کشتی بود که طول آن ۲۰۵ فوت (۶۲٫۴۸ متر) بود. این کشتی در سال ۱۹۴۰ ساخته شد.